# Sanna
El sanna es un tipo de pan blanco esponjoso y ligeramente dulce de arroz al vapor y coco. Se considera la variante de Goa del idli, una receta del sur de la India.
El sanna es popular entre los habitantes de Goa, tanto hindúes como  
católicos. Hay dos tipos de sanna: los fermentados y los elaborados con savia de palmera cocotera.